# Систола поверхности
Систолические неравенства для кривых на поверхностях первым изучал Чарльз Лёвнер в 1949 году (не опубликовано; см. примечание в конце статьи Пу 1952 года). Если дана замкнутая поверхность, её систола, обозначаемая как sys, определяется как петля наименьшей длины, которая не может быть стянута в точку на поверхности. Систолическая площадь метрики определяется как отношение площади и sys2. Систолическое отношение SR (от английского Systolic Ratio) равно обратной величине, то есть sys2/площадь. См. также статью Введение в систолическую геометрию.

## Тор

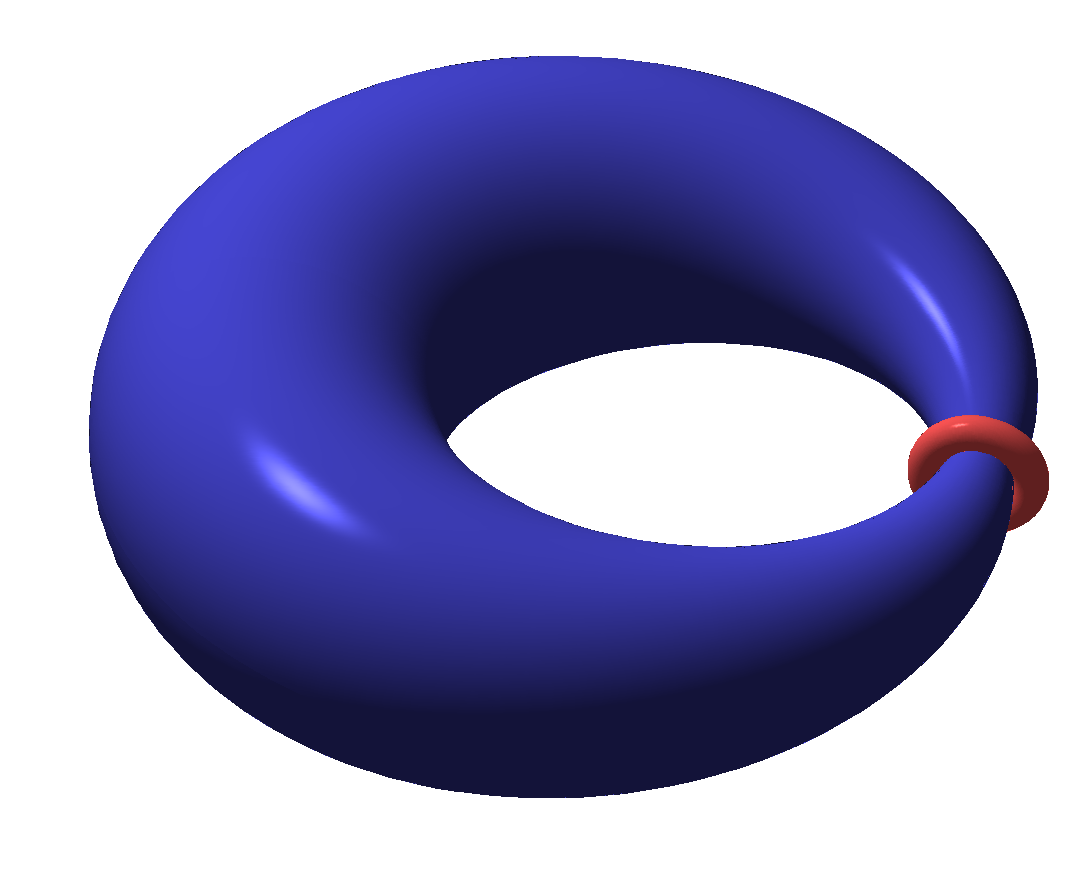
Кратчайшая петля на торе

В 1949 году Лёвнер доказал неравенство для метрик на торе T2, а именно, что систолическое отношение SR(T2) ограничено сверху величиной {\displaystyle 2/{\sqrt {3}}}, с равенством на плоском (постоянной кривизны) случае равностороннего тора (см. Шестиугольная решётка).

## Вещественная проективная плоскость
Похожий результат даёт неравенство Пу для вещественной проективной плоскости, полученный в 1952 году Пу Баомином с верхней границей {\displaystyle \pi /2} для систолического отношения SR(RP2), которое также превращается в равенство в случае постоянной кривизны.

## Бутылка Кляйна

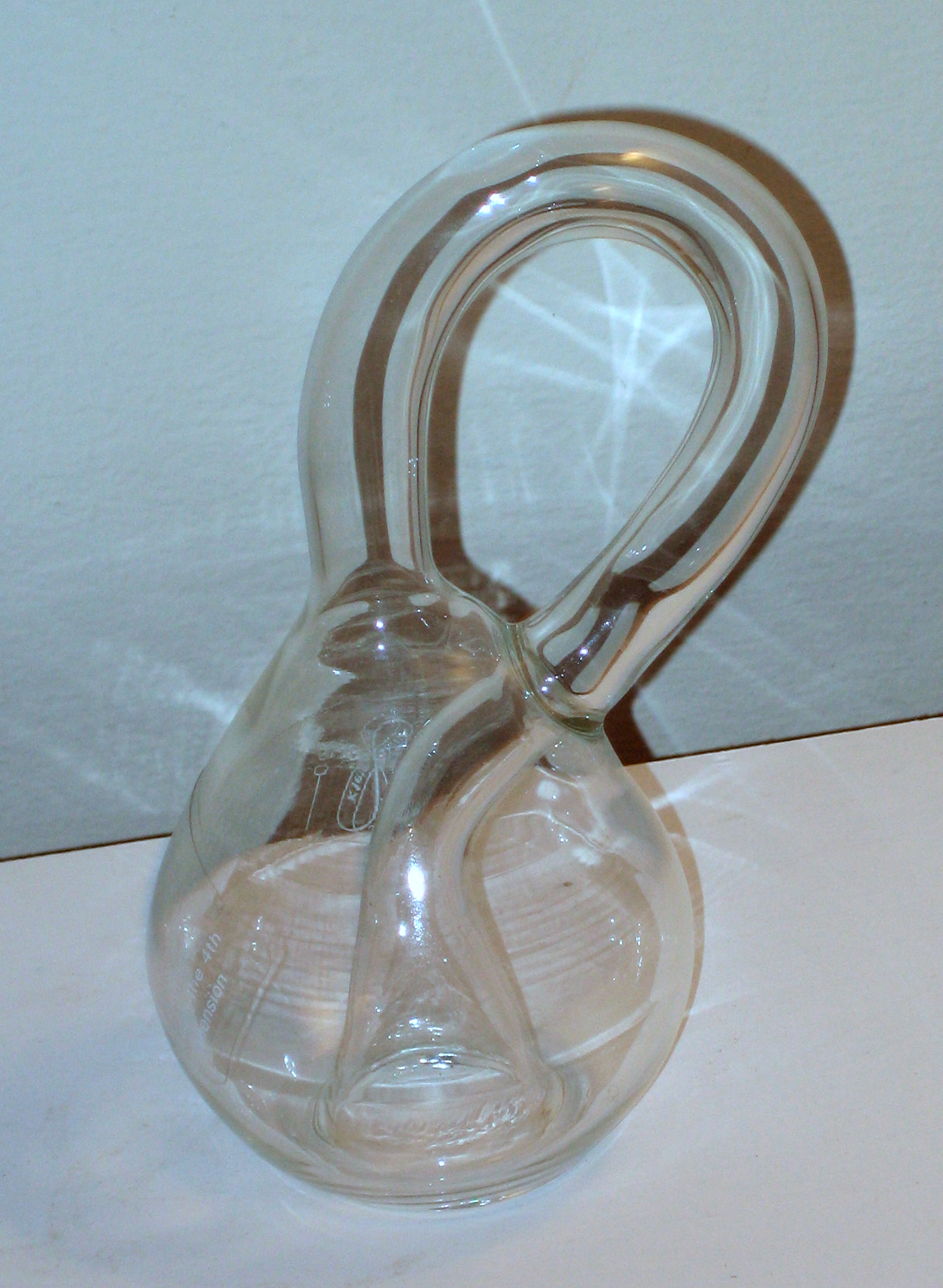
Стеклянная бутылка Клейна ручной работы (эмуляция)

Для бутылки Кляйна K Бавард (1986) получил оптимальную верхнюю границу {\displaystyle \pi /{\sqrt {8}}} для систолического отношения:
{\displaystyle \mathrm {SR} (K)\leqslant {\frac {\pi }{\sqrt {8}}},}
на основе работы Блаттера 1960-х годов.

## Род 2
Ориентируемая поверхность рода 2 удовлетворяет границе Лёвнера {\displaystyle \mathrm {SR} (2)\leqslant {\tfrac {2}{\sqrt {3}}}} (см. статью Катца и Сабуру). Неизвестно, удовлетворяет ли любая поверхность с положительным родом границе Лёвнера. Есть гипотеза, что все они удовлетворяют. Ответ положителен для рода 20 и выше.

## Произвольный род
Для замкнутой поверхности рода g Хебда и Бураго (1980) показали, что систолическое отношение SR(g) ограничено сверху константой 2. Тремя годами позже Михаил Громов нашёл верхнюю границу SR(g) с точностью до постоянного множителя
{\displaystyle {\frac {(\log g)^{2}}{g}}.}
Похожая нижняя граница (с аналогичной константой) получена Бузером и Сарнаком, а именно: они привели арифметические гиперболические римановы поверхности с систолами, дающими {\displaystyle \log(g)} с точностью до постоянного множителя. Заметим, что площадь равна {\displaystyle 4\pi (g-1)} по теореме Гаусса — Бонне, так что SR(g) ведёт себя с точностью до постоянного множителя как {\displaystyle {\tfrac {(\log g)^{2}}{g}}}.
Изучение для большого рода {\displaystyle g} асимптотического поведения систолы гиперболических поверхностей раскрывает несколько интересных констант. Так, поверхности Гурвица {\displaystyle \Sigma _{g}}, определённые башней главных конгруэнцподгрупп группы гиперболических треугольников (2,3,7), удовлетворяют границе
{\displaystyle \mathrm {sys} (\Sigma _{g})\geqslant {\frac {4}{3}}\log g,}
которая получается из анализа порядка кватернионов Гурвица. Похожая граница выполняется для более общих арифметических фуксовых групп. Этот результат 2007 года Михаила Гершевича Каца, Мэри Шапс и Узи Вишне улучшает неравенство Питера Сарнака и Питера Бузера 1994 года для случая арифметических групп, определённых над {\displaystyle \mathbb {Q} }, которое содержало ненулевую аддитивную постоянную. Для поверхностей Гурвица главного типа конгруэнтности систолическое отношение SR(g) асимптотически стремится к
{\displaystyle {\frac {4}{9\pi }}{\frac {(\log g)^{2}}{g}}.}
При использовании неравенства энтропии Катока была найдена следующая асимптотическая верхняя граница для SR(g):
{\displaystyle {\frac {(\log g)^{2}}{\pi g}},}
см. также статью Катца. Комбинируя две оценки, получаем жёсткие границы систолического отношения поверхностей.

## Сфера
Имеется также версия неравенства для метрик на сфере для инварианта L, определённого как наименьшая длина замкнутой геодезической метрики. В 1980 году Громов высказал гипотезу, что для отношения площадь/L2 нижней границей является {\displaystyle {\tfrac {1}{2}}{\sqrt {3}}}. Нижняя граница в 1/961, полученная Кроке в 1988 году была недавно улучшена Набутовским, Ротман и Сабуру.